# 杭州法語聯盟
杭州法语联盟简称杭州法盟，即浙江工商大學法語聯盟，是法国文化协会和浙江工商大学合作办学的中國大陸法語聯盟之一，于2008年11月15日成立，位于浙江省杭州市教工路198号，占地1000平方米，旨在推广法语和法国文化。